# Kovtunivka, Drabiv
Kovtunivka (în ucraineană Ковтунівка) este un sat în comuna Ostapivka din raionul Drabiv, regiunea Cerkasî, Ucraina.

## Demografie
Componența lingvistică a localității Kovtunivka
     Ucraineană (94,87%)
     Rusă (3,42%)
Conform recensământului din 2001, majoritatea populației localității Kovtunivka era vorbitoare de ucraineană (94,87%), existând în minoritate și vorbitori de rusă (3,42%) și armeană (1,71%).